# Развој светског рекорда на 5.000 метара у дворани за мушкарце
Светски рекорди у дисциплини трчања на 5.000 метара у мушкој конкуренцији, које ИААФ званично признаје, воде се од 1912. године. Први рекорди су мерени ручно (штоперицом).
ИААФ је до 31. 1. 2018. године ратификовала 6 светских рекорда у мушкој конкуренцији.

## Рекорди на 5.000 метара
Рекорди ратификовани од ИААФ-а
| Време    | Атлетичар          | Земља            | Место                           | Датум             | Трајање                       |
| -------- | ------------------ | ---------------- | ------------------------------- | ----------------- | ----------------------------- |
| 15:05,8  | Џорџ Бонхаг        | Сједињене Државе | Њујорк, САД                     | 25. јануар 1912.  | 11 година и 30 дана           |
| 15:01,4  | Виле Ритола        | Финска           | Бруклин, САД                    | 24. фебруар 1923. | 11 дана                       |
| 14:54,6  | Џој Реј            | Сједињене Државе | Њујорк, САД                     | 7. март 1923.     | 1 година, 9 месеци и 30 дана  |
| 14.44,6  | Паво Нурми         | Финска           | Њујорк, САД                     | 6. јануар 1925.   | 18 дана                       |
| 14:39,4  | Виле Ритола        | Финска           | Бруклин, САД                    | 24. јануар 1925.  | 10 дана                       |
| 14:31,0  | Виле Ритола        | Финска           | Њујорк, САД                     | 3. фебруар 1925.  | 21 дан                        |
| 14:23,2  | Виле Ритола        | Финска           | Филаделфија, САД                | 24. фебруар 1925. | 40 година, 2 месеца и 1 дан   |
| 13:58,4  | Алан Симпсон       | Велика Британија | Тампере, Финска                 | 25. април 1965.   | 3 године, 10 месеци и 12 дана |
| 13:45,2  | Вјачеслав Аланов   | Совјетски Савез  | Свердловск, Совјетски Савез     | 9. март 1969.     | 4 године и 11 месеци          |
| 13:34,2  | Мирутс Јифтер      | Етиопија         | Луивил, САД                     | 9. фебруар 1974.  | 15 дана                       |
| 13:30,8  | Емил Путеманс      | Белгија          | Vittel, Источна Немачка         | 24. фебруар 1974. | 21 дан                        |
| 13:24,6  | Емил Путеманс      | Белгија          | Париз, Француска                | 17. март 1974.    | 1 година, 9 месеци и 24 дана  |
| 13:20,8  | Емил Путеманс      | Белгија          | Париз, Француска                | 10. јануар 1976.  | 5 година и 27 дана            |
| 13:20,4  | Сулејман Ниамбуи   | Танзанија        | Њујорк, САД                     | 6. фебруар 1981.  | 15 година и 11 дана           |
| 13:10,98 | Хаиле Гебрселасије | Етиопија         | Зинделфинген, Немачка           | 17. фебруар 1996. | 1 година и 3 дана             |
| 12:59,04 | Хаиле Гебрселасије | Етиопија         | Стокхолм, Шведска               | 20. фебруар 1997. | 11 месеци и 30 дана           |
| 12:51,48 | Данијел Комен      | Кенија           | Стокхолм, Шведска               | 19. фебруар 1998. | 11 месеци и 26 дана           |
| 12:50,38 | Хаиле Гебрселасије | Етиопија         | Бирмингем, Уједињено Краљевство | 14. фебруар 1999. | 5 година и 6 дана             |
| 12:49,60 | Кенениса Бекеле    | Етиопија         | Бирмингем, Уједињено Краљевство | 20. фебруар 2004. | 21 година и 96 дана           |